# Camí d'Empúries

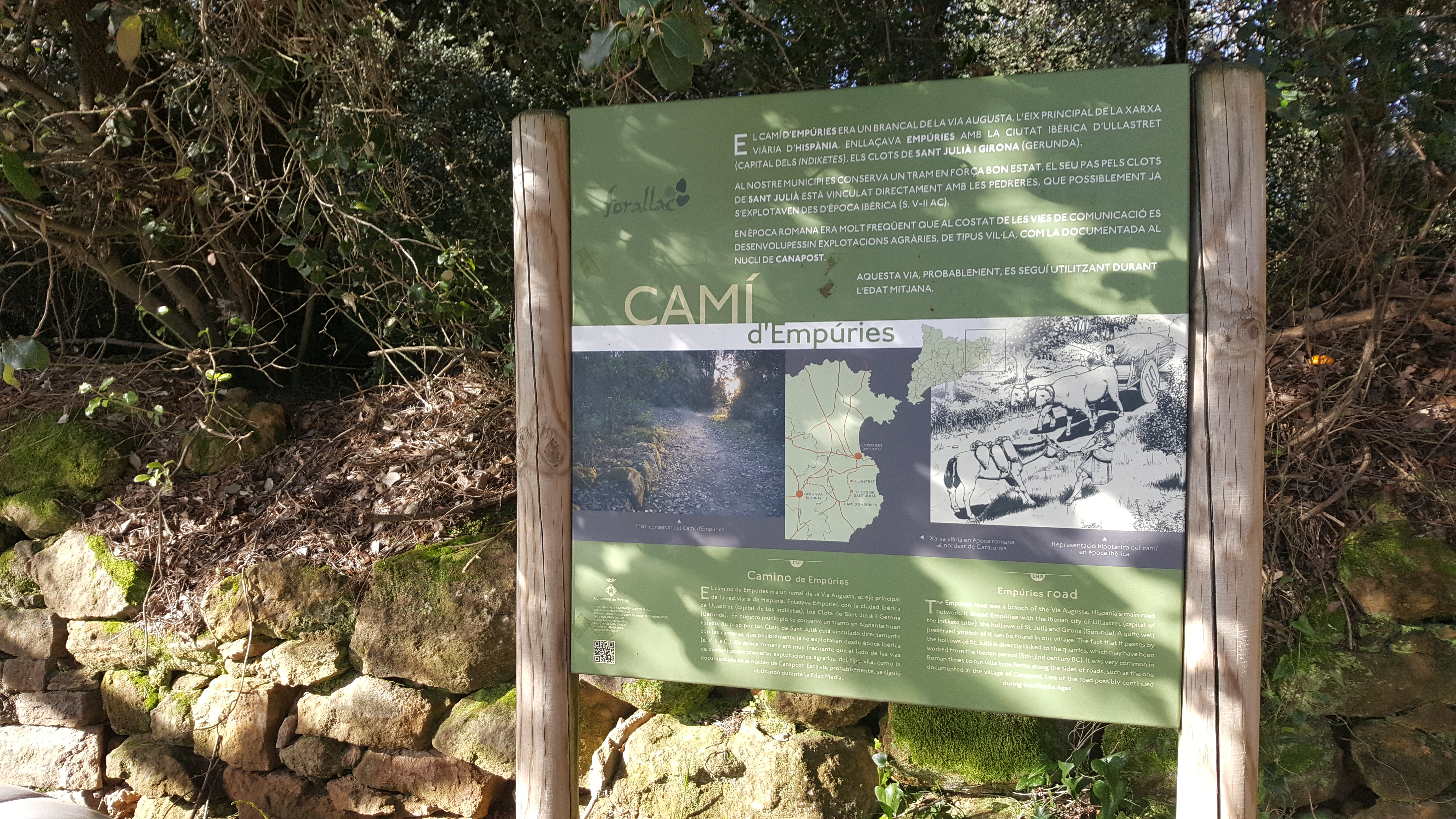
Tauler informatiu del Camí d'Empúries a la vora dels Clots de Sant Julià

El Camí d'Empúries (o Vell Camí d'Empúries) era un brancal secundari de la Via Augusta, que anava des de l'antiga Gerunda fins a Empúries. El trajecte passava prop de la llavors pedrera dels Clots de Sant Julià i la ciutat ibèrica d'Ullastret.
Fins entrat el segle xx, el mateix recorregut formava part del camí ral que unia la major part dels pobles de la regió.
Des del 2013 el grup proteccionista Gent del Ter impulsa la seva recuperació.